# Scirpus karuizawensis
Scirpus karuizawensis là loài thực vật có hoa trong họ Cói. Loài này được Makino miêu tả khoa học đầu tiên năm 1904.